# こおろぎ'73
こおろぎ'73（こおろぎななじゅうさん）は、日本のコーラスユニット。
1972年から1990年にかけて活動し、主にテレビアニメの楽曲（アニメソング）や童謡などを歌唱していた。

## 略歴
1972年に、NHKのヤング101のメンバーとしてNHK総合テレビの音楽番組『ステージ101』に出演していた津島隆文、岸龍也、まきのりゆきと、『ステージ101』の音楽監督の和田昭治から依頼を受けた、さとまさのりの4人で結成された。同年11月25日、サントリーのCMソング「花咲じいさん」でレコードデビュー。
ネーミングに関しては、当初はそこら辺にいるものという意味合いで「便所こおろぎ」のユニット名にする予定であったが、あまりにも下品であるという理由で「便所」を削除したとする話が有名。なお、1973年までの期間限定ユニットのつもりで「'73」を付けた。
その後、何度かメンバーの交代や脱退があり、最終的には大倉正丈、上野博樹、津島隆文の3人となった。
特に、『秘密戦隊ゴレンジャー』のエンディングテーマ「秘密戦隊ゴレンジャー」（メインボーカルはささきいさお）における「バンバラバンバンバン...」という擬音語コーラスで知られる。
通常はコーラスグループとして活動していたが、その合間に個人名義でレコーディングを行ったメンバーもいた（#ディスコグラフィー参照）。

## 事実上の解散とその後
1990年3月24日、最後に主題歌を担当したアニメ作品『悪魔くん』が終了。これを機に事実上の解散となった。1995年から2002年まで「ドラえもん」のエンディング曲として使用された「ぼくドラえもん2112」に「こおろぎ'73」がクレジットされているが、これは1979年に録音された「ぼくドラえもん」からコーラストラックが流用されたからである。
解散後も、さとまさのり、岸龍也の2人は、ソロやグループとして何度か単発のライブに参加している。2003年には、津島隆文を加えた3人で1日だけのグループ「×おろぎ'03」を結成し、私的なイベントに参加している。

## メンバー
※括弧内は左から順に活動期間、パート、ニックネームを示す。

### 解散時のメンバー
大倉正丈（おおくら まさたけ、1948年6月15日- ）
（1973年 - 1990年、セカンド→トップ、マック）
岡山県出身。「銀巴里」、「ジァンジァン」等で歌っていたシャンソン歌手。CMソングを歌うなどのソロ活動をしていた。1973年に、脱退するまきのりゆきの後に加入。1983年にさとまさのりが脱退した後は、グループのリーダーとなった。解散後はソロ活動を行い、1995年8月に新歌舞伎座 (大阪)で行われた1か月興行のキャラクターショー形式の舞台作品『新歌舞伎座 スーパーヒーローフェスティバル'95』へのうたのおにいさん役での出演を最後に引退。
上野博樹（うえの ひろき、1950年6月23日- ）
（1977年 - 1990年、バリトン→セカンド、ヒロ坊）
東京都出身。1968年にスクールメイツ加入後、中野ブラザーズについてタップダンスを修業。1971年には、細野高裕と共に「マシンガン・ブラザース」を結成。1977年、引退した岸龍也に代わって、こおろぎ'73に加入した。解散を機に引退。
1987年に日本コロムビアから発売された「パンダちゃんの赤ちゃん」という曲を歌った上野祐司（レコーディング当時9歳。「ユーくんとエマちゃん」名義）は息子。
津島隆文（つしま たかふみ、1953年1月9日- ）
（1972年 - 1990年、バリトン→ベース、アー坊）
神奈川県出身。1968年、スクールメイツのレッスン・コースに加入。1969年に結成されたNHKのヤング101に第1期生として加入して『ステージ101』に1970年1月10日の第1回放送から出演。グループの本格的デビューを機に1973年4月にヤング101を卒業。解散を機に引退。

### 中途脱退メンバー
さとまさのり（1949年11月12日- ）
（1972年 - 1982年、トップ→バリトン、さとくん）
秋田県出身。学生時代には、老舗ライブハウス「ジァンジァン」でフォークソングを歌っていた。1970年に、まきのりゆきと共にフォークグループ「オレと水車」を結成する。その縁により、こおろぎ'73の結成メンバーとなる。1973年にまきが脱退すると、こおろぎ'73のリーダーとなる。1982年グループ脱退後ソロで活動。歌だけでなく、ラジオ番組のパーソナリティや役者もこなす。
岸龍也（きし たつや、1952年2月10日- ）
（1972年 - 1977年、ベース、たっちゃん）
群馬県出身。高校時代にアメリカ留学経験を持つ。まきのりゆきと共にヤング101の第2期生の一人として1971年7月より『ステージ101』に出演。グループの本格的デビューを機に1973年4月にヤング101を卒業。1977年に引退。
その後、NHKホールで収録され1993年8月14日に放映されたNHKの『第25回思い出のメロディー』に出演し、ヤング101の元メンバー16名と共に「涙をこえて」を披露した。2003年10月21日夜、22日昼、夜の計3回にわたってBunkamuraのシアターコクーンにて開かれたヤング101復活コンサート『ステージ101〜明日に架ける橋』に、元メンバー36名と共に出演。22日夜のコンサートは、後日、BS2で放送された。
まきのりゆき（1949年4月22日 - ）
（1972年 - 1973年、セカンド、まきくん/のりまき）
熊本県出身。立正大学在学中にさとまさのりとフォークグループ「オレと水車」を結成。1970年、「新宿界隈」でクラウンレコードからデビュー。『ステージ101』のオーディションに合格し、岸龍也と共にヤング101の第2期生の一人として1971年7月より『ステージ101』に出演。1974年3月31日に番組が終了するまでヤング101に在籍した。こおろぎ'73結成後はリーダーを担当した。こおろぎ脱退後は宮内良らと「ボギー」を結成し、『レッツゴーヤング』のコーラスとしてレギュラーで活躍。後に、JES（ジャパン・エコー・シンガーズ）のリーダーとして活躍。こいのぼり製造業者の「太郎鯉」のテレビCMなどの歌を担当。
1986年に「牧憲幸音楽事務所」を開設、現在はボイストレーナーとして歌唱指導を行っている。また詩吟の指導も担当し、熊本県に宗家がある詩歌吟詠道蘇山流東京支部の代表として活動している。
1993年8月14日に放映されたNHKの『第25回思い出のメロディー』に出演し、ヤング101の元メンバー16名と共に「涙をこえて」を披露した。2002年8月10日に大宮ソニックシティから生中継された『第34回思い出のメロディー』でも、元メンバー25名と共に「怪獣のバラード」と「涙をこえて」を披露。怪獣のバラードは「怪獣のバラード 2002」としてCD『GOLDEN☆BEST / ステージ101 ヤング青春の日々』（Sony Music House MHCL240-1）に収録された。2003年10月21日夜、22日昼、夜の計3回にわたってBunkamuraのシアターコクーンにて開かれたヤング101復活コンサート『ステージ101〜明日に架ける橋』に、ヤング101の元メンバー36名と共に出演し、田中星児と共演してギターの弾き語りで「D51」を披露。22日夜のコンサートは、後日、BS2で放送された。2016年3月6日放送の『新・BS日本のうた』（NHK BSプレミアム）の「あの歌に再会」というコーナーで、元メンバー15名と共に『ステージ101』のテーマ曲の「ヤッポン!」と「人生すばらしきドラマ」及び「涙をこえて」を披露した。

### メンバー変遷
| 年              | トップ       | セカンド     | バリトン | ベース   |
| --------------- | ------------ | ------------ | -------- | -------- |
| 1972年 – 1973年 | さとまさのり | まきのりゆき | 津島隆文 | 岸龍也   |
| 1973年 – 1977年 | さとまさのり | 大倉正丈     | 津島隆文 | 岸龍也   |
| 1977年 – 1982年 | さとまさのり | 大倉正丈     | 上野博樹 | 津島隆文 |
| 1983年 – 1990年 | 大倉正丈     | 上野博樹     |          | 津島隆文 |

## ディスコグラフィー

### メインボーカル
- 「花咲じいさん」（1972年11月25日発売。サントリーCMソング）
- 「それゆけバンバン」（1973年6月25日発売。『あそびましょパンポロリン』より）
- 「おばけばけばけ」（1974年4月25日発売。『とべとべパンポロリン』より）
- 「のんびり自転車」「きっと明日も」（1974年8月1日発売。『おらあガン太だ』より）
- 「ぼくらそろって一週間」（1974年10月10日発売。『てんとう虫の歌』より）
- 「帝王バンバのテーマ」「カイゼルデスパーの歌」（1974年発売/LP。前者は『イナズマン』、後者は『イナズマンF』より）
- 「悪魔の黒十字軍」「おいどん大喰いキレンジャー」（1975年8月1日発売/LP。『秘密戦隊ゴレンジャー』より）
- 「バラオが笑う」「コープランダー隊歌」「進め天下のレッド団」「ぼくらの仲間ライディーン」（1975年8月発売/LP。『勇者ライディーン』より）
- 「元祖天才バカボンの春」（1975年10月10日発売。『元祖天才バカボン』より）
- 「花の係長」（1976年10月10日発売。『花の係長』より）
- 「がんばれドカベン」「ああ青春よいつまでも」（1976年10月発売。『ドカベン』より）
- 「すてきなキャンディ」（1977年3月1日発売/LP。『キャンディ♥キャンディ』より）
- 「ああ甲子園」「光る青春 今ここに」「ホームランソング」「野球小唄」他（1977年3月発売/LP。『ドカベン』より）
- 「さいしょのパンダはくろかった」（1977年3月発売。ヤクルトCMソング。童謡としても歌われる）
- 「進めシグコンマシン」「わが名はブレイン」（1977年8月1日発売/LP。『大鉄人17』より）
- 「とびだせ!マシーン飛竜」「やるぞわれらのゼニゼニチーム」（1977年10月1日発売。『とびだせ!マシーン飛竜』より）
- 「これでいいのか」「誰かが前を」（1978年5月発売。『まんが偉人物語』より）
- 「トッポでタンゴ」（1978年7月発売。『無敵鋼人ダイターン3』より）
- 「こおろぎ'73のおべんとうばこのうた」（1978年8月25日発売。『おはよう!こどもショー』より。童謡。単に『おべんとうばこのうた』と表記される場合もある）
- 「太陽みたいな女の子」（1978年10月発売/LP。『ペリーヌ物語』より）
- 「きみこそみんなのアイドルだ!」（1978年12月発売。『ドカベン』より）
- 「いつの日か」（1979年3月発売。1979年版『サイボーグ009』より）
- 「ジェットストリーム・ララバイ」「われら戦士 - 戦いのテーマ」（1980年3月発売/LP。1979年版『サイボーグ009』より）
- 「ピッピーたいそう〜ストップコッコちゃん〜」「がんばれシンゴーマン」（1980年8月発売。幼児向け交通安全体操。全国交通安全母の会推進。CDでは「ピッピー〜」が1991年発売の『実用シリーズ 健康 ラジオ体操〜振り付き』（COCG-7627）に、「がんばれ〜」は『蔵出・山本正之作品大全集』（BXCA-1015）に収録）
- 「おじゃまんが山田くん」（1980年10月1日発売。『おじゃまんが山田くん』より）
- 「僕は3丁目の電柱です」（1981年2月25日発売。『東京電力』CMソング。みなみらんぼう、山谷初男との競作）
- 「おじゃまむしの歌」「おじゃまいぬの歌」「お寺のおしょうさん」「なんでも山田!」他（1981年9月発売/LP。『おじゃまんが山田くん』より）
- 「SPARKLING MOMENT」（1983年9月発売/LP。『光速電神アルベガス』より）
- 「不思議ソング」（1984年発売/LP。『宇宙刑事シャイダー』より）
- 「2001歩のマーチ」（1984年発売/委託製作盤（PES-8249）。『レコード8社対抗 新春オールスター大運動会』大会讃歌。「こおろぎ'73、ヤング・フレッシュ」名義。2007年に一般発売されたコンピレーション・アルバム『たのしい歌入り♪こどもマーチベスト』にも収録されている）
- 「だぁしてひっこめてこんにちは!」（1984年11月1日発売。「こおろぎ'73とようねんたい」名義。B面は「ひげじいさんのうた」）
- 「正義の使者だぜドテラマン」（1986年10月21日発売。『ドテラマン』）
- 「ジョークDE猛ダッシュ」（1987年5月21日発売。『げらげらブース物語』より）
- 「悪魔くん」（1989年4月21日発売。『悪魔くん』）

### バックコーラス
- 「秘密戦隊ゴレンジャー」（1975年4月10日発売。メインボーカル：ささきいさお）
- 「勝利だ! アクマイザー3」（1975年10月10日発売。メインボーカル：水木一郎）
- 「鋼鉄ジーグのうた」（1975年10月発売。メイボーカル：水木一郎、コロムビアゆりかご会）
- 「パパはやっぱりすばらしい」（1975年10月10日発売。メインボーカル：コロムビアゆりかご会）
- 「宇宙鉄人キョーダイン」（1976年4月10日発売。メインボーカル：ささきいさお）
- 「斗え忍者キャプター」（1976年4月25日発売。メインボーカル：水木一郎、堀江美都子）
- 「斗え!! 超神ビビューン」（1976年発売。メインボーカル：ささきいさお）
- 「オー!!大鉄人ワンセブン」（1977年3月発売。メインボーカル：水木一郎）
- 「さすらいの星ジミー・オリオン」（1977年3月発売。メインボーカル：水木一郎）
- 「ジャッカー電撃隊」（1977年4月発売。メインボーカル：ささきいさお）
- 「ボルテスVのうた」（1977年6月発売。メインボーカル：堀江美都子、コロムビアゆりかご会）
- 「激走!ルーベンカイザー」（1977年10月1日発売。メインボーカル：ささきいさお）
- 「宇宙魔神ダイケンゴーの歌」(1978年7月発売。メインボーカル：堀江美都子、ザ・チャープス)
- 「未来ロボダルタニアス 」(1979年3月発売。メインボーカル:堀江美都子、コロムビアゆりかご会)
- 「誰がために」（1979年3月発売。メインボーカル：成田賢）
- 「ぼくドラえもん・ぼくドラえもん2112」（1979年8月・1995年3月発売。メインボーカル：大山のぶ代）
- 「ドラえもん音頭 」（1979年8月発売。メインボーカル：大山のぶ代）
- 「燃えろ!仮面ライダー」（1979年10月発売。メインボーカル：水木一郎）
- 「仮面ライダースーパー1」（1980年10月発売。メインボーカル：高杉俊介）
- 「がんばれ!宇宙の戦士」（1980年発売。メインボーカル：ささきいさお、コロムビアゆりかご会）
- 「ワイワイワールド」（1981年2月発売。メインボーカル：水森亜土）
- 「太陽戦隊サンバルカン」（1981年3月1日発売。メインボーカル：串田アキラ）
- 「パラダイスドラキュラ」（1982年発売。メインボーカル：内海賢二）
- 「大戦隊ゴーグルファイブ」（1982年3月1日発売。メインボーカル：MoJo）
- 「おれたちの船出」（1982年10月発売。メインボーカル：水木一郎）
- 「光速電神アルベガス」（1983年4月1日発売。メインボーカル：MoJo）
- 「超新星フラッシュマン」（1986年3月・1987年2月発売。メインボーカル:北原拓、SHINES）
- 「タイムリミット」（1987年3月発売。メインボーカル:水木一郎）

### 個人名義
- 「結婚行進曲」（一般唱歌。1978年4月1日発売。かおりくみこ、大倉正丈のデュエット）
- 「エリカのバラード」「二人の祈り」「愛の神話」（『闘将ダイモス』より。かおりくみこ、大倉正丈のデュエット）
- 「オナカの大きな王子さま」（NHK『みんなのうた』より。日本コロムビア版カヴァー。大倉正丈のソロ）
- 「昭和ひとけた 巡査部長」（『こちら葛飾区亀有公園前派出所』より。さとまさのりのソロ）
- 「グズラだど」（1987年版『おらぁグズラだど』より。さとまさのりのソロ）
- 「ペコポコポン」（『SF西遊記スタージンガー』より。さとまさのりと矢萩知佳がメインボーカルで、こおろぎ'73とコロムビアゆりかご会がバックコーラス）
- 「サウルスくん」（『わんぱく大昔クムクム』より。堀江美都子がメインボーカルで、岸龍也がサウルスくん役、コロムビアゆりかご会がバックコーラス）
- 「魂のおたけび」（『キン肉マン』より。大倉正丈がボーカルで、塩沢兼人がジェロニモ役）
- 「愛をとりもどせ!!」（『北斗の拳』より。日本コロムビア版カヴァー。大倉正丈、Cha Chaがボーカル）

### その他
- 「銀河疾風サスライガー」（『銀河疾風サスライガー』主題歌。MOTCHINの曲をカバー）
- 「青春フィーバー（コンバット・マーチ）」「太陽の子」（『ドカベン』より。水木一郎、ささきいさお、堀江美都子、大杉久美子、かおりくみこ、こおろぎ'73が組んだ"コロムビア・オールスターズ"名義）
- 「カジカジRock'n Roll」（『Dr.スランプ アラレちゃん』挿入歌。日高美子、こおろぎ'73が組んだ"ベターハーフ"名義）
- 「希望子午線～ホライズン・ブルー～☆」（『キャシャーン』より。大倉正丈が水木一郎、大杉久美子、堀江美都子、山野さと子、橋本潮、内田順子、斎藤小百合、石田よう子、沢靖英、宮内タカユキ、影山ヒロノブと組んだ"C.A.S(コロムビア・アニメーション・スターズ)"名義）

### CM
- 永谷園「すしふり」

## アルバム
- こおろぎ'73 スーパーベスト（2006年6月28日発売）

## テレビ出演
- 天山先生本日も多忙 第10話「ロック笑っちゃうな」（1979年、テレビ朝日）